# Бачка-Топола
Бачка-Топола (серб. Бачка-Топола, Bačka-Topola, угор. Topolya) — місто в Сербії, належить до общини Бачка-Топола Північно-Бацького округу в багатоетнічному, автономному краю Воєводина. Містечко є адміністративним центром однойменної общини.

## Населення
Населення села становить 16574 осіб (2002, перепис), з них:
- мадяри — 8070 — 55,37%;
- серби — 4528 — 31,07%;
- чорногорці — 284 — 1,94%;
- югослави — 129 — 0,85%;
- хорвати — 117 — 0,80%;

Решту жителів  — з десяток різних етносів, зокрема: роми, бунєвці, німці і більше сотні русинів-українців.

## Міста-побратими
- V район Будапештаd, Угорщина
- Георгень, Румунія
- Кішкунмайша, Угорщина
- Ораховиця, Хорватія
- Рожнява, Словаччина
- Сентеш, Угорщина
- Херцег-Новий, Чорногорія